# دريقة نيكولاوية
دريقة نيكولاوية (الاسم العلمي:Aspidistra nikolaii) هي نوع من النباتات تتبع جنس الدريقة من الفصيلة الهليونية. تم وصف هذا النوع من النبات علمياً لأول مرة من قبل هانس-يورغن تيليش وليونيد فلاديميروفيتش أفريانوف سنة 2008.